# The Missing Passengers
The Missing Passengers war eine internationale Pop-Rock-Band und Begleitband des Sängers Kiev Connolly.

## Werdegang
Die Gruppe war auf seiner 1985er LP What’s Happening und einigen Singles zu hören. Die Mitglieder kamen aus Deutschland, den USA, Norwegen und Irland.
Zusammen mit ihm nahmen sie am Concours Eurovision de la Chanson 1989 in Lausanne teil. Mit dem Titel The Real Me landete das Gespann auf Platz 18. Wenig später wurde die Gruppe aufgelöst.
Einige der Mitglieder dieser stark fluktuierenden Gruppe waren: Mary Mulcahy (Gesang), Paul Seymour (Keyboards), Des Field (Schlagzeug), Skip Reinhart (Trompete), Martin Dunlea (Gitarre) und Victor Coughlan (E-Bass).